# 西青龙站
西青龙站是位于吉林省白城市青山乡的一个铁路车站，邮政编码137003。车站建于1926年，有平齐铁路经过该站，现不办理客货运业务，车站及其上下行区间均未电气化。车站距离四平站360公里，隶属沈阳铁路局白城车务段，是五等站。